# ドス・サントス：アンティ-ビート・オルケスタ
ドス・サントス：アンティ-ビート・オルケスタ（Dos Santos: Anti-Beat Orquesta）
は、イリノイ州シカゴを拠点に活動するクンビア・ジャム・バンド。

## 来歴
2013年5月デビュー。
ソン・ハローチョやウアパンゴ（英語: Huapango）やメキシコのルーツ・ミュージック系音楽から、
サルサやラテンジャズ、パンク・ロック、クンビア等、夫々異なる音楽的背景を持つ5人のメンバーが集い結成された。
そして、それら夫々の背景となる異なる音楽ジャンルの音楽要素を自然に一つに溶け合せている、
というのがドス・サントス：アンティ-ビート・オルケスタの特徴的音楽スタイルであり魅力となっている。
2015年3月、NPRの音楽番組Alt.Latinoは、
毎年3月にテキサス州オースティンで開催される世界最大規模の音楽イベントSXSWの現地取材放送において、
現地で発見した注目に値するラティーノ系バンドの１つとして、ドス・サントス：アンティ-ビート・オルケスタを紹介した。
更に同年5月、ドス・サントス：アンティ-ビート・オルケスタは、同じくオースティンで開催された第8回パチャンガ・ラティーノ・ミュージック・フェスティバルにも出演し、ステージ演奏を行った。

## ディスコグラフィー

### シングルおよびEP盤
- Corre Caballo (2015)[注 1]

### フルアルバム
- Dos Santos (2015)[注 2]

## メンバー
ここの項目の主要ソース：
- イレカニ・フェレイラ（Irekani Ferreyra）: ギター、ヴォーカル
- アレックス・チャベス（Alex Chavez）: ヴォーカル、ギター、ハモンドオルガン
- ダニエル・ビヤレアル-カリーヨ（Daniel Villarreal-Carrillo）: ドラムス
- ハイメ・ガルサ（Jaime Garza）: エレクトリックベース
- ピーター・"マエストロ"・バレ（Peter "Maestro" Vale）: コンガ、ボンゴ、マイナー・パーカッション